# Piper anostachyum
Piper anostachyum är en pepparväxtart som beskrevs av Truman George Yuncker. Piper anostachyum ingår i släktet Piper och familjen pepparväxter. Inga underarter finns listade i Catalogue of Life.